# フードル
フードルは風俗嬢の中でも格別な人気を誇る女性の総称。風俗業界でのアイドル。風俗アイドルの略称。

## 概要
風俗情報誌や風俗情報サイトなどでは店舗情報とともに所属者を誌面やサイト上で紹介している。情報誌によっては表紙に風俗嬢を起用したり、グラビア特集などとして風俗嬢がモデルとして登場することもある。誌面、WEBでの人気と店舗での人気によりアイドル的な人気を誇る風俗嬢を「フードル」として週刊誌等が呼称し始めたことにより生まれた言葉。店舗での接客においてはサービスの質が良いことが大前提であり、
ルックスも美しくなければならない。近年では性がオープンになって業界のイメージが変わり、大学生やフリーターがアルバイト感覚で風俗で働いていたり、医療・美容やアンチエイジングの技術が発達したことなどにより若くて綺麗な風俗嬢が増える傾向にあるが、すぐ辞めてしまうことも多いので、フードルとして長期間定着するというケースは多くない。ブログやSNS等で顔写真を公開して一気に人気を集める方法があるが、知人等に特定されてしまうというリスクもある。近年では風俗業界のイメージの変化によりブログ等での情報発信も一般的となっている。フードルによってはテレビ出演や風俗情報誌以外の雑誌グラビア掲載、DVD出演といったエンタテイメント方面で活動する者もいる。